# DBU Pokalen finalen 2019-20
DBU Pokalen finalen 2019-20 var den 66. finale i DBU Pokalen. Den fandt sted den 1. juli 2020 på Blue Water Arena i Esbjerg. Finalen blev spillet mellem AaB og SønderjyskE. Det var AaB's 12. pokalfinale og SønderjyskE's første. Kampen blev allerede i marts 2020 rykket til Esbjerg, da Telia Parken som normalt er vært for finalen, var reserveret af UEFA i forbindelse med EM 2020, som efter planen skulle afholdes i blandt andet København.
I foråret 2020 brød COVID-19 ud i det meste af Europa og resten af verden og allerede i marts 2020, blev alt fodbold i Danmark indstillet på ubestemt tid, inkl. pokalfinalen, som ellers altid spilles på Kristi himmelfartsdag. 7. maj 2020 gav regeringen igen grøn lys til professionel fodbold i Danmark, dog med restriktioner. Derfor blev pokalfinalen programsat til 1. juli 2020, klokken 20. I juni 2020 blev tre kampe i Superligaen, afviklet med et begrænset antal tilskuere, som et forsøg. Denne forsøgsordning blev udvidet til pokalfinalen, hvorfor der blev lukket 1.750 tilskuere ind til kampen. AaB og SønderjyskE, fik 724 billetter hver.
SønderjyskE, træder som vinder ind i 2. kvalifikationsrunde i UEFA Europa League 2020-21.
Det er første gang, de to hold mødtes i en pokalfinale. Kampen blev sendt direkte på TV af TV3+.

## Vejen til finalen
Note: I alle resultaterne herunder, er finalistens score nævnt først (H: hjemme; U: Udebane).
| AaB            | AaB      | Runde        | SønderjyskE | SønderjyskE  |
| -------------- | -------- | ------------ | ----------- | ------------ |
| Modstander     | Resultat |              | Modstander  | Resultat     |
| Nørresundby    | 8-0 (U)  | Anden runde  | BK Viktoria | 5-0 (U)      |
| Vejgaard       | 6-0 (U)  | Tredje runde | Hvidovre IF | 4-2 efs. (U) |
| HB Køge        | 3–0 (U)  | Fjerde runde | Brøndby IF  | 1-0 (U)      |
| F.C. København | 2–0 (H)  | Kvartfinaler | Randers FC  | 2–1 (U)      |
| AGF            | 3–2 (H)  | Semifinaler  | AC Horsens  | 2–1 (H)      |

## Kampen

### Detaljer
| 1. juli 2020 20:00 |

| AaB (0)                                     | 0 - 2   | SønderjyskE (1) |
| ------------------------------------------- | ------- | --- |
| - Okore 13' - M. Christensen 21' - Ross 71' | Rapport | - 23' Eskesen - 32' Jonsson - 38' A. Jakobsen - 46' Bah - 49' Jakobsen - 56' A. Jakobsen - 65' Eskesen - 75' Bangaard · |

| Blue Water Arena, Esbjerg Tilskuere: 1.750 Dommer: Jørgen Daugbjerg Burchardt |

| MÅ           | 22 | Andreas Hansen      |
| VB           | 3  | Jakob Ahlmann       |
| CB           | 26 | Rasmus Thelander    |
| CB           | 5  | Jores Okore         |
| HB           | 6  | Kristoffer Pallesen |
| CM           | 21 | Patrick Olsen       |
| CM           | 16 | Magnus Christensen  |
| CM           | 8  | Iver Fossum         |
| AN           | 10 | Lucas Andersen      |
| AN           | 17 | Kasper Kusk (c)     |
| AN           | 9  | Tom van Weert       |
| Indskiftere: |    |                     |
| MÅ           | 1  | Jacob Rinne         |
| FO           | 2  | Patrick Kristensen  |
| MI           | 23 | Robert Kakeeto      |
| FO           | 24 | Mathias Ross        |
| MI           | 25 | Frederik Børsting   |
| AN           | 27 | Søren Tengstedt     |
| FO           | 32 | Kasper Pedersen     |
| Cheftræner:  |    |                     |
| Jacob Friis  |    |                     |

| MÅ               | 28 | Sebastian Mielitz  |
| LWB              | 24 | Johan Absalonsen   |
| CB               | 2  | Stefan Gartenmann  |
| CB               | 12 | Pierre Kanstrup    |
| CB               | 28 | Eggert Jonsson     |
| RWB              | 5  | Alexander Bah      |
| CM               | 90 | Mads Albæk         |
| CM               | 7  | Julius Eskesen     |
| CM               | 8  | Christian Jakobsen |
| CM               | 10 | Victor Ekani       |
| AN               | 33 | Anders K. Jacobsen |
| Indskiftere:     |    |                    |
| MÅ               | 1  | Nikola Mirković    |
| AN               | 20 | Peter Christiansen |
| MI               | 22 | Emil Frederiksen   |
| MI               | 24 | Rasmus Vinderslev  |
| FO               | 26 | Patrick Banggaard  |
| CM               | 47 | Artem Dovbyk       |
| AN               | 77 | Rilwan Hassan      |
| Cheftræner:      |    |                    |
| Glen Riddersholm |    |                    |